# Jules Lacroix
Pour les articles homonymes, voir Lacroix.
Jules Lacroix, né le 7 mai 1809 à Paris et mort le 9 novembre 1887 à Paris 8e, est un poète, traducteur, librettiste et dramaturge français.

## Biographie
Frère de Paul Lacroix, Jules commença à se faire connaitre dans les lettres par la publication d’un grand nombre de romans de mœurs, avant que de solides études classiques et un gout marqué pour les littératures anciennes ne le mènent à des travaux d’un ordre plus sérieux. En 1845, il a publié une traduction littérale en vers des Satires de Juvénal et de Perse, couronnée par l’Académie l’année suivante et, en 1848, la traduction des deux premiers livres des Odes d’Horace.
Au théâtre,, il effectue sa première tentative sous l’égide de Dumas, avec le Testament de César, représentée au Théâtre-Français, le 10 novembre 1849, et Valéria, autre drame en cinq actes, en vers, en collaboration avec Auguste Maquet, où Mlle Rachel interprétait deux rôles ; une traduction littérale de l’Œdipe roi de Sophocle, représenté, en 1858, avec un grand soin de mise en scène, et qui a obtenu, en 1862, de l’Académie française, le grand prix de 10 000 francs. Ses traductions littérale en vers de Shakespeare, Macbeth et le Roi Lear, obtinrent un succès à l’Odéon.
Avec Maquet, il a également donné le libretto de l’opéra la Fronde (1853), musique de Louis Niedermeyer. 
Le 6 novembre 1851, il épouse la comtesse polonaise Karolina Rzewuska, sœur d’Ewelina de Balzac, de quinze ans son ainée et lui survivra deux ans.
Chevalier de la Légion d’honneur en 1846, il a été promu officier de la Légion d'honneur, le 14 août 1865.
On lui doit, en outre, un volume de poésies et un recueil de sonnets patriotiques intitulé L’Année infâme, écrit alors qu'il est réfugié à Nice au printemps 1871. Il y tient un discours très hostile au 18 mars 1871, qualifiant tour à tour les principaux chefs de la Commune de "bêtes hideuses", de "crapules", "méchants" et "fauves". Il se désole de la défaite mais aussi des divisions entre Français et de la chute de la colonne Vendôme. 

## Œuvres

### Romans
- Une grossesse, Paris, Eugène Renduel, 1833.
- Corps sans âme, 2 vol., Paris, Eugène Renduel, 1834-1840.
- Une fleur à vendre, 2 vol., Paris, Eugène Renduel, 1835.
- Le Tentateur, Paris, Dumont, 1836.
- Le Flagrant délit, 2 vol., Paris, Dumont, 1836.
- Les Parasites, 2 vol., Paris, Dumont, 1837.
- Les Premières Rides, ou la Vicomtesse de Florestan, 2 vol., Paris, Dumont, 1838.
- Le Neveu d’un lord, 2 vol., Paris, A. Dupont, 1839.
- Le Bâtard, 2 vol., Paris, A. Dupont, 1839.
- La Rente viagère, 2 vol., Paris, A. Dupont, 1839.
- Le Banquier de Bristol, 2 vol., Paris, A. Dupont, 1840-1857.
- Quatre ans sous terre, 3 vol., Paris, A. Dupont, 1841.
- Lucie, 2 vol., Paris, A. Dupont, 1841.
- L’Honneur d’une femme, 2 vol., Paris, A. Dupont, 1842.
- Le Château des Atrides, 2 vol., Paris, A. Dupont, 1843.
- Les Folles Nuits, 2 vol., Paris, A. Dupont, 1843.
- La Vipère, 2 vol., Paris, Lachapelle, 1844.
- Le Voile noir, 2 vol., Paris, L. de Potter, 1845.
- La Poule aux œufs d’or, (2 vol.)
- L’Étouffeur d’Edimbourg, 2 vol., Paris, A. Cadot, 1844.
- Le Masque de velours, Paris, Dumont, 1844.
- Une liaison dangereuse, Paris, Dumont, 1844.
- Jules Lacroix, Le Docteur Gilbert, Paris, Boulé, 1845 (lire sur Wikisource)
- Mémoires d’une somnambule, ou les Mille et une Nuits parisiennes, 5 vol., Paris, Cadot, 1845.
- Un grand d’Espagne, 2 vol., Paris, L. de Potter, 1845.
- Histoire d’une grande dame, 2 vol., Paris, A. Cadot, 1847.
- Le Mauvais Ange, 3 vol., Paris, A. Cadot, 1847.

### Théâtre
- Valéria, drame en 5 actes, en vers, avec Auguste Maquet, Paris, Librairie théâtrale, 1851.Représenté à la Comédie-française, le 28 février 1851.
- Le Testament de César, drame en cinq actes et en vers, Paris, 1849.
- Œuvres de Jules Lacroix : théâtre, t. 1. Œdipe roi. Le testament de César. t. 2. Valéria. La jeunesse de Louis XI. t. 3. Macbeth. Le Roi Lear. Opinions et jugements littéraires sur les pièces de théâtre qui composent ce recueil. 3 vol., Paris, Michel Lévy frères, 1875. (OCLC 2881691)

### Traductions
- William Shakespeare (trad. Jules Lacroix), Le Roi Lear : drame en cinq actes, et en vers imité de Shakespeare, représenté pour la première fois, à Paris, sur le théâtre impérial de l'Odéon, le 6 avril 1868, Paris, Michel-Lévy frères, 1868, 144 p. (BNF 31360571)
- Satires de Juvénal et de Perse, Paris, Firmin-Didot frères, 1846.Traduction littérale en vers couronnée en 1847.
- Odes d’Horace, Paris, Dezobry & E. Magdeleine, 1848.
- Œdipe roi, tragédie en 5 actes de Sophocle, Paris, Michel Lévy frères, 1858.Représenté, en 1858, avec un grand soin de mise en scène, ce travail a obtenu, le grand prix de 10 000 francs de l’Académie française, en 1862.

### Poésies
- Pervenches, Paris, Delaunay, 1838, 212 p., 17 cm (OCLC 762788249).
- L’Année infâme, 1870-1871. L’Invasion ; Paris pendant la Commune ; Paris après la Commune ; N’oublions pas !, sonnets patriotiques, Paris, Librairie des bibliophiles, 1872.

## Sources
- Ferdinand Höfer, Nouvelle biographie générale depuis les temps les plus reculés jusqu’à nos jours : avec les renseignements bibliographiques et l’indication des sources à consulter, t. 34 Koehler - la Laure, Paris, Firmin-Didot, 1861, 960 p. (lire en ligne), p. 602-3.
- Gustave Vapereau, Dictionnaire universel des contemporains : contenant toutes les personnes notables de la France et des pays étrangers, Paris, Hachette, 1880, 4e éd., viii-1892-lxviii, in-8° + suppl. (lire en ligne), p. 1056.